# Georges Groussard (Radsportler)
Georges Groussard (* 22. März 1937 in La Chapelle-Janson) ist ein ehemaliger französischer Radrennfahrer.
Georges Groussard war Profi-Rennfahrer von 1960 bis 1967. Er gewann diverse kleinere Rennen, hauptsächlich in Frankreich, so 1960 den Circuit du Morbihan. 1961 wurde er Dritter der Luxemburg-Rundfahrt und 1964 Zweiter der französischen Straßenmeisterschaft. Siebenmal startete er bei der Tour de France; 1964 trug er zehn Tage lang das Gelbe Trikot und wurde Fünfter der Gesamtwertung. Die Vuelta a España fuhr er 1967 und schied aus.
Georges Groussard ist ein jüngerer Bruder des Radrennfahrers Joseph Groussard. In Frankreich ist ein Jedermann-Rennen nach ihm La Georges Groussard benannt, das seit 1996 jährlich in Fougères, unweit seines Geburtsortes, ausgetragen wird.